# Liucija
Liucija ist ein litauischer weiblicher Vorname, abgeleitet von Lucius. Die männliche Form ist Liucijus. 

## Personen
- Laima Liucija Andrikienė (*  1958),  Politikerin, seit 2004 Mitglied des Europäischen Parlaments.